# فریکنهاوزن ام ماین
فریکنهاوزن ام ماین (به آلمانی: Frickenhausen am Main) یک منطقهٔ مسکونی در آلمان است که در Würzburg واقع شده‌است.